# Nyctemera kinibalina
Nyctemera kinibalina är en fjärilsart som beskrevs av Pieter Cornelius Tobias Snellen 1899. Nyctemera kinibalina ingår i släktet Nyctemera och familjen björnspinnare. Inga underarter finns listade i Catalogue of Life.